# Liste der Staatsoberhäupter 1806
Übersicht
◄◄ | ◄ | 1802 | 1803 | 1804 | 1805 | Liste der Staatsoberhäupter 1806 | 1807 | 1808 | 1809 | 1810 | ► | ►►

Weitere Ereignisse

## Afrika
- Ägypten
  - Vizekönig und osmanischer Pascha: Muhammad Ali Pascha (1805–1848)
- Äthiopien
  - Kaiser: Egwala Seyon (1801–1818)
- Burundi
  - König: Ntare IV. Rugamba (ca. 1796–ca. 1850)
- Dahomey
  - König: Adandozan (1797–1818)
- Marokko (Alawiden-Dynastie)
  - Sultan: Mulai Sulaiman (1792–1822)
- Ruanda
  - König: Mutara II. 1802–1853
- Tunesien (Husainiden-Dynastie)
  - Sultan: Hammuda Bey (1782–1814)

## Amerika

### Angloamerika
- Vereinigte Staaten von Amerika
  - Staats- und Regierungschef: Präsident Thomas Jefferson (1801–1809)

### Karibik
- Haiti (umstritten)
  - Staats- und Regierungschef:
    1. Kaiser Jakob I. (1804–17. Oktober 1806)
    2. Präsident Henri Christophe (17. Oktober 1806–1820)

### Lateinamerika
- Vizekönigreich Brasilien
  - Vizekönig: 
    1. Fernando José de Portugal e Castro (1801–1806)
    2. Marcos de Noronha e Brito (1806–1808)
- Vizekönigreich Neugranada
  - Vizekönig: Antonio Amar y Borbón (1803–1810)
- Vizekönigreich Neuspanien
  - Vizekönig: José de Iturrigaray (1803–1808)
- Vizekönigreich Peru
  - Vizekönig: 
    1. Gabriel de Avilés (1801–1806)
    2. José Fernando Abascál y Sousa (1806–1816)
- Vizekönigreich des Río de la Plata
  - Vizekönig: Rafael de Sobremonte (1804–1807)

## Asien
- Abu Dhabi
  - Scheich: Shakhbut bin Dhiyab (1793–1816)
- Afghanistan
  - König: Schodscha Schah Durrani (1803–1809)
- China (Qing-Dynastie)
  - Kaiser: Jia Qing (1796–1820)
- Japan
  - Kaiser: Kokaku (1780–1817)
  - Shōgun (Tokugawa): Tokugawa Ienari (1786–1837)
- Korea (Joseon)
  - König: Sunjo (1800–1834)
- Persien (Kadscharen-Dynastie)
  - Schah: Fath Ali (1797–1834)
- Thailand
  - König: Rama I. (1782–1809)

## Australien und Ozeanien
- Hawaii
  - König: Kamehameha I. (1795–1819)

## Europa
- Andorra
  - Co-Fürsten:
    - Kaiser der Franzosen: Napoléon I. (1806–1814)
    - Bischof von Urgell: Francesc Antoni de la Dueña y Cisneros (1797–1816)
- Anhalt-Bernburg (unabhängig ab 6. August)
  - Herrscher: Herzog Alexius Friedrich Christian (1796–1834)
- Anhalt-Dessau (unabhängig ab 6. August)
  - Herrscher: Fürst Leopold III. (1751–1817)
- Anhalt-Köthen (unabhängig ab 6. August)
  - Herrscher: Herzog August Christian (1789–1812)
- Batavische Republik (ab 5. Juni Königreich Holland)
  - Staatsoberhaupt:
    1. Ratspensionär Rutger Jan Schimmelpenninck (1805–5. Juni 1806)
    2. König Lodewijk Napoleon (5. Juni 1806–1810)
- Braunschweig-Wolfenbüttel (unabhängig ab 6. August)
  - Herrscher:
    1. Herzog Karl Wilhelm Ferdinand (1773–10. November 1806)
    2. Herzog Friedrich Wilhelm (10. November 1806–1807)
- Bremen (unabhängig ab 6. August)
  - Staatsoberhaupt: Bürgermeister Heinrich Lampe (1803–1811)
- Dänemark und Norwegen
  - König: Christian VII. (1766–1808)
- Etrurien (Toskana)
  - Herrscher: König Karl Ludwig (1803–1807, unter Vormundschaft)
  - Regent: Königin Marie Luise von Bourbon-Parma (1803–1807)
- Frankreich
  - Herrscher: Kaiser Napoléon I. (1799–1814)
- Hamburg (unabhängig ab 6. August, besetzt durch Frankreich)
  - Staatsoberhaupt: Bürgermeister Friedrich von Graffen (1801–1811; 1813–1820)
- Heiliges Römisches Reich (bis 6. August)
  - König und Kaiser: Franz II. (1792–6. August 1806)
- Hessen-Kassel (unabhängig ab 6. August)
  - Herrscher: Kurfürst Wilhelm I. (1785–1807; 1812–1821)
- Italien
  - Herrscher: König Napoléon I. (1805–1814)
- Kirchenstaat
  - Herrscher: Papst Pius VII. (1801–1809; 1814–1823)
- Lippe-Detmold (unabhängig ab 6. August)
  - Herrscher: Fürst Leopold II. (1800–1851, unter Vormundschaft)
  - Regentin: Fürstin Pauline zur Lippe (1802–1820)
- Lübeck (unabhängig ab 6. August, besetzt durch Frankreich)
  - Staatsoberhaupt:
    1. Bürgermeister Mattheus Rodde (1806)
    2. Bürgermeister Johann Matthaeus Tesdorpf (1806)
- Mecklenburg-Schwerin (unabhängig ab 6. August)
  - Herrscher: Herzog Friedrich Franz I. (1785–1837)
- Mecklenburg-Strelitz (unabhängig ab 6. August)
  - Herrscher: Herzog Karl II. (1794–1816)
- Montenegro (bis 1878 unter osmanischer Suzeränität)
  - Fürstbischof (Vladika): Petar I. Petrović-Njegoš (1782–1830)
- Neapel
  - Herrscher:
    1. König Ferdinand IV. (1759–1806, 1815–1825)
    2. König Joseph Bonaparte (1806–1808)
- Oldenburg (unabhängig ab 6. August)
  - Herrscher: Administrator Peter Friedrich Ludwig (1785–1810; 1814–1829)
- Osmanisches Reich
  - Herrscher: Sultan Selim III. (1789–1807)
- Österreich
  - Herrscher: Kaiser Franz I. (1792–1835)
- Portugal
  - Königin: Maria I. (1777–1816) (1792 entmündigt) (1815–1816 Königin von Brasilien)
  - Regent: Johann Herzog von Braganza (1792–1816) (1816–1826 König von Portugal, 1815–1816 Regent von Brasilien, 1816–1822 König von Brasilien)
- Preußen
  - König: Friedrich Wilhelm III. (1797–1840) (1797–1806 Kurfürst von Brandenburg)
- Pyrmont (unabhängig ab 6. August)
  - Herrscher: Fürst Georg I. (1805–1812)
- Reuß ältere Linie (unabhängig ab 6. August)
  - Herrscher: Fürst: Heinrich XIII. (1800–1817)
- Reuß-Schleiz (unabhängig ab 6. August)
  - Herrscher: Fürst ?
- Reuß-Lobenstein (unabhängig ab 6. August)
  - Herrscher: Fürst ?
- Reuß-Ebersdorf (unabhängig ab 6. August)
  - Herrscher: Fürst ?
- Rheinbund (ab 12. Juli)
  - Protektor: Napoléon Bonaparte (1806–1813)
  - Arenberg: Herzog Prosper-Ludwig (1803–1810)
  - Baden: Großherzog Karl Friedrich (1746–1811)
  - Bayern: König Maximilian I. (1799–1825) bis 1805 Kurfürst
  - Berg: Großherzog Joachim Murat (15. März 1806–1808)
  - Hessen-Darmstadt: Landgraf Ludwig X. (1790–1830, ab 14. August als Großherzog Ludwig I.)
  - Hohengeroldseck: Fürst Philipp von der Leyen (12. Juli 1806–1815)
  - Hohenzollern-Hechingen: Fürst Hermann (1798–1810)
  - Hohenzollern-Sigmaringen: Fürst Anton Aloys (1785–1831)
  - Isenburg-Birstein: Fürst Carl (1803–1814)
  - Liechtenstein: Fürst Johann I. Josef (1805–1836)
  - Nassau-Usingen: Fürst Friedrich August (1803–30. August 1806, vereinigt mit Nassau-Weilburg)
  - Nassau-Weilburg: Fürst Friedrich Wilhelm (1788–30. August 1806, vereinigt mit Nassau-Usingen)
  - Nassau: Herzog Friedrich August (30. August 1806–1816)
  - Salm: Konstantin Alexander Fürst zu Salm-Salm und Friedrich Prinz zu Salm-Kyrburg (noch minderjährig, später Friedrich IV. Fürst zu Salm-Kyrburg)
  - Württemberg: König Friedrich I. (1797–1816) Herzog 1797–1806, König 1806–1816
- Russland
  - Kaiser: Alexander I. (1801–1825)
- Sachsen (unabhängig ab 6. August, am 11. Dezember zum Rheinbund)
  - Herrscher: König Friedrich August I. (1763–1827)
- Sachsen-Coburg-Saalfeld (unabhängig ab 6. August, am 15. Dezember zum Rheinbund)
  - Herrscher:
    1. Herzog Franz (1800–9. Dezember 1806)
    2. Herzog Ernst I. (9. Dezember 1806–1826)
- Sachsen-Gotha-Altenburg (unabhängig ab 6. August, am 15. Dezember zum Rheinbund)
  - Herrscher: Herzog August (1804–1822)
- Sachsen-Hildburghausen (unabhängig ab 6. August, am 15. Dezember zum Rheinbund)
  - Herrscher: Herzog Friedrich (1780–1826)
- Sachsen-Meiningen (unabhängig ab 6. August, am 15. Dezember zum Rheinbund)
  - Herrscher: Herzog Bernhard II. (1803–1866, unter Vormundschaft)
  - Regentin: Herzogin Louise Eleonore von Hohenlohe-Langenburg (1803–1822)
- Sachsen-Weimar-Eisenach (unabhängig ab 6. August, am 15. Dezember zum Rheinbund)
  - Herrscher: Herzog Carl August (1758–1828)
- Sardinien
  - Herrscher: König Viktor Emanuel I. (1802–1821)
- Schaumburg-Lippe (unabhängig ab 6. August)
  - Herrscher: Graf Georg Wilhelm (1787–1860, unter Vormundschaft)
  - Regentin: Gräfin Juliane Wilhelmine Luise von Hessen-Philippsthal (1787–1807)
- Schwarzburg-Rudolstadt
  - Herrscher: Fürst Ludwig Friedrich II. (1793–1807)
- Schwarzburg-Sondershausen
  - Herrscher: Fürst Günther Friedrich Karl I. (1794–1835)
- Schweden
  - König: Gustav IV. Adolf (1792–1809)
- Schweiz
  - Staatsoberhaupt: Landammann Andreas Merian-Iselin (1806)
- Sizilien
  - Herrscher: König Ferdinand I. (1759–1825)
- Spanien
  - König: Karl IV. (1788–1808)
- Ungarn
  - König: Franz I. (1792–1835) (1792–1806 Kaiser, 1792–1835 König von Böhmen, 1815–1835 König von Lombardo-Venetien, 1792–1797 und 1799–1800 Herzog von Mailand, 1792–1804 Erzherzog von Österreich, 1804–1835 Kaiser von Österreich)
- Vereinigtes Königreich
  - Staatsoberhaupt: König Georg III. (1801–1820) (1760–1801 König von Großbritannien und Irland, 1760–1806 Kurfürst von Braunschweig-Lüneburg,  1814–1820 König von Hannover)
  - Regierungschef:
    - Premierminister William Pitt der Jüngere (1783–1801, 1804–1806)
    - Premierminister William Grenville, 1. Baron Grenville (1806–1807)
- Walachei (unter osmanischer Oberherrschaft)
  - Fürst: Constantin Ipsilanti (1802–1806, 1806–1807, 1807) (1799–1801 Fürst der Moldau)
- Waldeck (unabhängig ab 6. August)
  - Herrscher: Fürst Friedrich Karl August (1763–1812)
- Würzburg (unabhängig ab 6. August, am 25. September zum Rheinbund)
  - Herrscher: Großherzog Ferdinand III. (1805–1814)